# Eugénia Cândida da Fonseca da Silva Mendes
Eugénia Cândida da Fonseca da Silva Mendes (Nelas, Canas de Senhorim, terceiro quartel do século XVIII — Viseu, 29 de julho de 1843), 1.ª baronesa da Silva, foi uma empresária agrícola e militante liberal.

## Biografia
Filha de José António da Fonseca (Figueiró dos Vinhos, Figueiró dos Vinhos - ?) e de sua mulher Perpétua Maria Xavier (Nelas, Santar, Moreira - ?), neta paterna de Francisco Mendes Furtado (Figueiró dos Vinhos, Figueiró dos Vinhos - ?) e de sua mulher Brites Lopes da Fonseca ou Lopes da Silva (Porto - ?), e neta materna de Luís de Novais da Costa e de sua mulher Francisca Xavier.
Foi Senhora de avultados bens e riquíssima Proprietária em Viseu, onde, com seu marido, adquiriu a grande Casa da Regueira dos Barões de Mossâmedes, a Quinta de Cabanões, etc., e que se distinguiu pelo grande concurso que prestou à Causa Liberal, por a ter auxiliado, com grande somas, entre 1826 e 1828, o que a levou à prisão pelo Governo durante o reinado de El-Rei D. Miguel I de Portugal. Consagrou-se à administração da sua grande Casa e à educação de seus netos, órfãos de pai.
Desta senhora existe no Museu Grão Vasco de Viseu, um famoso retrato, pintado pelo artista visiense José de Almeida Furtado (o Gata). É notável pelo realismo, pois apresenta a ilustre e enérgica senhora com abundante desenvolvimento piloso facial, a justificar o apodo de a Barbuda, que lhe deram os seus adversários políticos.
O título de 1.ª Baronesa da Silva, em sua vida, foi-lhe concedido por Decreto de D. Maria II de Portugal de 5 de Janeiro de 1837. Armas, concedidas por Carta de D. João VI de Portugal de 17 de Junho de 1825: escudo em lisonja partido, a 1.ª cortada, o 1.º da Silva e o 2.º Mendes, e a 2.ª da Costa; timbre: da Silva; coroa de Baronesa.

## Casamento e descendência
Casou em 8 de Setembro de 1779, em Oriental, Viseu, com seu tio paterno João da Silva Mendes (Figueiró dos Vinhos, Figueiró dos Vinhos - Viseu, 20 de Dezembro de 1802), Cavaleiro da Ordem de Cristo e riquíssimo Comerciante, opulento Negociante e Proprietário. Foram pais de: 
- Rita da Silva Mendes da Fonseca (Viseu, ?? de Maio de 1781, bap. 30 de Maio de 1781 - ?), casada em Viseu a 2 de Agosto de 1796 com Daniel Nunes Viseu (Tomar, Santa Maria dos Olivais - ?), rico Proprietário e Comerciante em Viseu e Lisboa em 1822, filho de João Nunes Viseu (Tomar, Santa Maria dos Olivais - ?) e de sua mulher Inês Maria Froes (Tomar, Santa Maria dos Olivais - ?), com geração extinta (avós paternos da 1.ª Viscondessa de São Caetano)[7]
- Maria Cândida da Fonseca Mendes (Viseu, 25 de Março de 1784, bap. 31 de Março de 1784 - 30 de Julho de 1843), casada a 18 de Junho de 1798 com Francisco António de Campos Henriques (Vila Nova de Foz Coa, Vila Nova de Foz Coa, 1 de Novembro/Dezembro de 1780 - Lisboa, 28 de Julho/Agosto de 1873), 1.º Barão de Vila Nova de Foz Coa, sem geração[8][9]
- José da Silva Mendes da Fonseca (Viseu, 9 de Janeiro de 1789 - ?), morreu menor[6]
- Manuel da Silva Mendes da Fonseca (Viseu, 11 de Abril de 1791 - ?), morreu menor[6]
- Francisco António da Silva Mendes da Fonseca (Viseu, 6 de Outubro de 1792 - Paris, 1828/1831), casado em Viseu a 18 de Julho de 1821 com Margarida Amália da Costa e Almeida (Almeida, Almeida - ?), com geração[2]
- José da Silva Mendes da Fonseca (Viseu, 26 de Dezembro de 1794 - ?), morreu menor[6]